# Carl Gustav Fleischer
Carl Gustav Fleischer KCB, född 28 december 1883, död 19 december 1942, var en norsk general och den första armébefälhavaren att vinna en större seger mot Nazityskland under andra världskriget. Efter att ha följt den norska regeringen i exil i slutet av den tyska operationen mot Norge begick Fleischer självmord efter att ha blivit förbigången som befälhavare för den norska exilarmén och istället skickats till obetydlig befattning som befälhavare för de norska styrkorna i Kanada.

## Tidiga år och privatliv
Fleischer föddes i Bjørnør (nu Roan) i Sør-Trøndelag som son till norska pastorn Carl Edvard Fleischer (1843–1885) och Johanne Sophie Fergstad (1850–1926). Efter att hans far dog, flyttade Fleischer med sin mamma för att växa upp i Trondheim. Hans barndomshem kännetecknades av kristendom, enkelhet och sparsamhet.
Hans förfäder hade migrerat från Elbing i Ostpreussen till Norge, först var Tobias Fleischer (1630–1690) som var verksam i Kongsberg. Carl Gustav Fleischer härstammade från Tobias brorson Herman Reinhold Fleischer (1656–1712), som också hade barn i Danmark med uppmärksammade karriärer. Carl Gustav Fleischer var en ättling till Hermans son Philip Johan Fleischer (1699–1763). Kända släktingar inkluderar Philips broder Baltzer Fleischer och brorsbarnbarn Palle Rømer Fleischer samt Carl Gustavs bror, biskop Andreas Fleischer. Carl Gustav Fleischer var också en mer avlägsen släkting till Carl August Fleischer, Nanna Fleischer, Agnes Fleischer och August Fleischer.
Carl Gustav Fleischer gifte sig 1919 med Antonie "Toni" Charlotte Hygen (1888–1947) i Kristiania. På sin fritid ägnade sig Fleischer åt akvarellmålning och öringfiske.

## Militär karriär

### Före andra världskriget
Med anledning av att hans försörjning var osäker sökte Fleischer in till den norska militärakademin och tog 1905 examen som den näst bästa studenten i sin kull. Utbildningen vid akademin gav Fleischer en stark tro på att en officers första uppgift var att försvara sitt land och att reglementen skulle betraktas som gällande order i kritiska situationer.
1917 nådde Fleischer kaptens grad.
1919–1923 var han stabsofficer vid den norska 6:e divisionen och därefter officer vid 14:e infanteriregementet (IR 14) i Mosjøen. Medan han tjänstgjorde i norra Norge blev Fleischer en energisk författare av militära manualer och arbetade ständigt med att utveckla den norska försvarsmakten i linje med de speciella förutsättningarna som följde av den norska naturen och det norska samhället.
Från 1909 till 1933 hade han olika befattningar i den norska generalstaben. Dessutom tjänstgjorde han som kapten och chef för 4:e kompaniet i Hans Majestet Kongens Garde 1926–1929, var chef för adjutantsstaben hos generalstabens kommanderende general 1933–1934 och som lärare vid Norska försvarshögskolan 1928–1934. Han redigerade också tidskriften Norsk Militært Tidsskrift. Under sin tid vid generalstaben varnade Fleischer för möjligheten till ett överraskningsanfall mot Norges centrala delar. Han menade också att det bästa sättet att möta ett sådan anfall var en kombination av försvar av kustbefästningar samtidigt som huvudstyrkorna mobiliserades i det inre av landet.
1930 blev han befordrad till major, och 1934 blev han överste och chef för Sør-Hålogalands regemente (14:e infanteriregementet).

### Andra världskriget

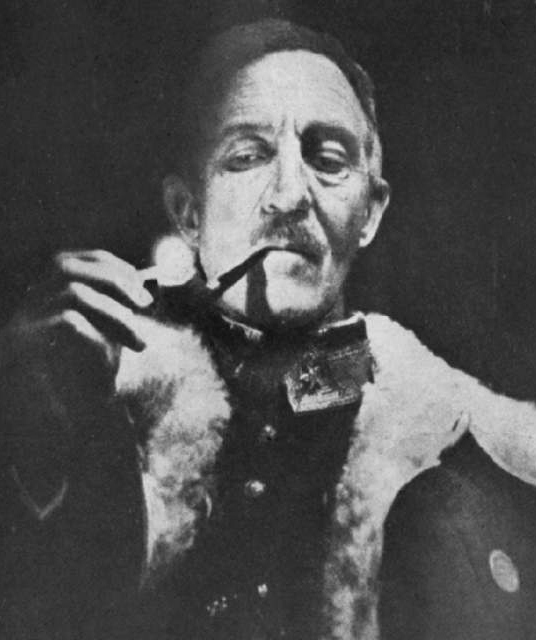
Carl Gustav Fleischer 1940

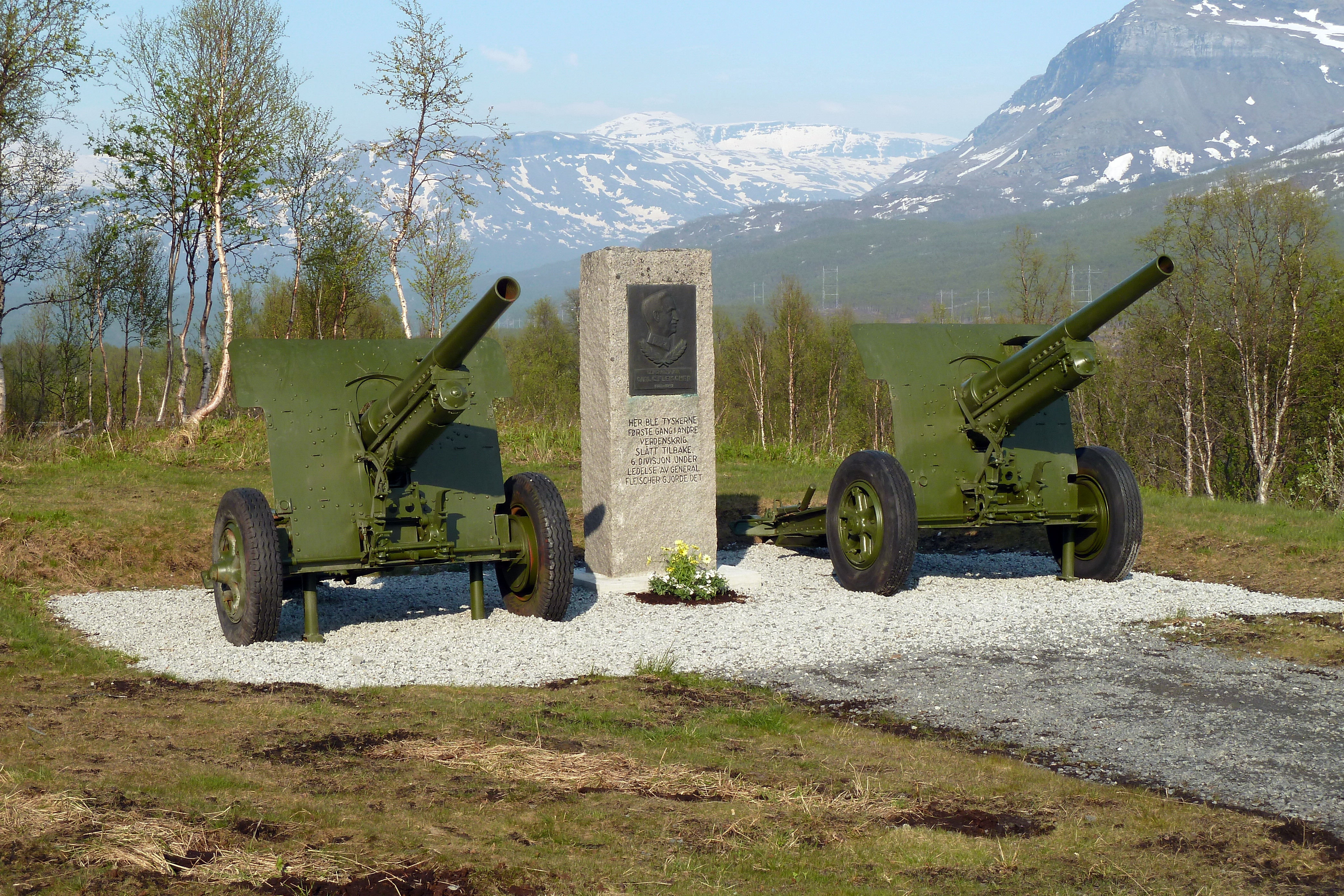
Minnesmärke över Fleischer och 6:e divisionen vid Lapphaugen i Troms.

16 januari 1939 blev Fleischer generalmajor och chef för 6:e divisionen, och det var i denna befattning han blev den förste allierade generalen som vann en seger mot Wehrmacht i en direkt markstrid. I januari 1940 utnämndes Fleischer till befälhavare i norra Norge i händelse av krig, och han tillträdde denna befattning efter den tyska invasionen. I samband med anfallet 9 april 1940 var Fleischer vid Vadsø i Finnmark på en inspektionsresa tillsammans med sin stabschef, major Odd Lindbäck-Larsen. På grund av dåliga väderförhållanden blev han fast i Vadsø till nästa dag, då han reste mot Tromsø med ett marinflygplan. Från Tromsø beordrade han total civil och militär mobilisering och förklarade att norra Norge var en krigszon. Fleischers plan var att först besegra de tyska styrkorna vid Narvik och därefter omgruppera sin division till Nordland för att möta den tyska framryckningen från Trøndelag. Fleischer värdesatte ett offensivt uppträdande mot fiendens flanker och bakre områden med användning av kännedom om den speciella norska terrängen. Han hade redan 1934 motsatt sig idén om fördröjningsstrid i väntan på allierade förstärkningar, vilket var det stridssätt som general Otto Ruge använde sig av i sitt försvar av östra Norge.
Som chef för 6:e divisionen koordinerade Fleischer norska, franska, polska och brittiska styrkor i slaget om Narvik, då Narvik 28 maj återtogs från den österrikisk-tyska 3. Gebirgs-Division under generalmajor Eduard Dietl. Efter att södra Norge hade evakuerats hamnade Fleischer i konflikter med de politiska och militära ledare som anlände från dessa delar av landet. Fleischers styvnackade och kompromisslösa attityd var till skada för honom i denna situation.
Efter den tyska invasionen av Frankrike och Lågländerna 10 maj 1940 drogs den allierade stridsgruppen tillbaka från Norge i början av juni. När de norska styrkorna inte längre hade något stöd från de övriga allierade, förmådde de inte längre försvara sina positioner och tvingades kapitulera. Tyskarna återtog Narvik 9 juni. Fleischer följde därefter regeringen i exil.
När exilregeringen under statsminister Johan Nygaardsvold 1942 beslöt att åter inrätta befattningen som överbefälhavare för de norska exilstyrkorna (befattningen hade funnits en kort tid 1940) förbigicks Fleischer, troligen på grund av motvilja mot honom till följd av många konflikter, och troligen på grund av Fleischers idéer om kusträder mot Norge som den politiska ledningen inte höll med om. Istället befordrades major Wilhelm von Tangen Hansteen, den unge norske försvarsattachén i Helsingfors direkt till general, och utsågs till överbefälhavare. Detta ledde till att Fleischer lämnade in sin avskedsansökan.
Exilregeringen beordrade Fleischer till posten som befälhavare för de norska exilstyrkorna i Kanada, som var av mycket blygsam omfattning. 1 december 1942 beordrades Fleischer till posten som militärattaché i Washington D.C. Detta såg han som en ytterligare förödmjukelse, eftersom det vanligen var officerare av majors eller överstelöjtnants grad som var militärattachéer. Han begick därför självmord med sitt tjänstevapen 19 december 1942. Hans kropp upptäcktes av hans adjutant, löjtnant Richard Brinck-Johnsen. När han kommit till London, beordrades Brinck-Johnsen att hålla tyst om de närmare omständigheterna kring Fleischers död. Det var först 1995 som Brinck-Johnsen berättade om hur dödsfallet faktiskt hade gått till.
När Fleischers stoft fördes till Norge efter kriget, nekade Arbeiderpartiet-regeringen att ge honom en statsbegravning. Kung Håkon VII, kronprins Olav och många andra framträdande norrmän fanns med på begravningen, men ingen representant för regeringen eller Arbeiderpartiet.